# Loweia cuneifera
Loweia cuneifera är en fjärilsart som beskrevs av Popesco-gorj 1948. Loweia cuneifera ingår i släktet Loweia och familjen juvelvingar. Inga underarter finns listade i Catalogue of Life.